# Želice
Želice jsou zaniklá ves, která se nacházela v okrese Brno-venkov v Jihomoravském kraji u obce Nosislav. Na její název upomíná polní trať Želízka (někdy psáno a vyslovováno jako Želíska) z katastrálního území Přísnotice.
Lokalizace zaniklé vsi Želice je u říčky Šatavy. Zaniklá protáhlá náves se nacházela zhruba mezi dnešním křížením Šatavy se silnicí Vranovice – Velké Němčice a místem na Šatavě se zachovalým cihlovým mostkem (ovšem z pozdější doby) zvaným Svinský mostek.[zdroj?]
Želice se v literatuře někdy zaměňují s Želovicemi (ty se nacházely jihozápadně od Podolí u cesty do Slatiny), poněvadž shodou okolností Boček z Želic držel Nosislav, polovinu Želic, dále část Slatiny a nějaký majetek v Želovicích.
Názvy Želic uváděné v pramenech: Zelicz 1371, Zelycz 1407, Žilice 1447, w Zeliczich 1448, Želitz, Zeliwsko, Želetice. Prvním prokazatelným majitelem jedné části Želic byl v polovině 14. století Bedřich z Blučiny.
Celé Želice měly pravděpodobně 20 domů a byly rozděleny na dva díly s různými majiteli (oba majetkové díly asi dělila přirozená hranice – říčka Šatava). Majetkové složitosti se dají vyčíst z Moravských zemských desk, kde jsou o Želicích záznamy díky majetkovým sporům. Z nich lze vyvodit, že postupný zánik Želic nezpůsobila ani válka, ani epidemie, ale pravděpodobně nezodpovědné jednání majitelů. Želice zanikly postupně začátkem 16. století. Někdy se uvádí zánik Želic už koncem 15. století, konkrétně 1485–1486. Pak se uvádí v dobových dokumentech jako pustá ves. Za další století už o ní ustaly zmínky i jako o pusté vsi. V místech, kde stávala, lze náhodně nacházet zbytky keramiky.